# Skeleton
Skeleton é um esporte olímpico de inverno criado na Suíça no final do século XIX e que fez parte das duas edições de Jogos Olímpicos de Inverno sediadas no país, em 1928 e 1948, antes de ser integrado ao programa dos Jogos a partir da edição de 2002.
A origem da modalidade está ligada à origem do bobsleigh, tanto que até hoje as duas modalidades são administradas pela mesma entidade, a Federação Internacional de Bobsleigh e de Tobogganing, criada em 1923. O skeleton começou a adquirir forma após a introdução, em 1892, de um novo tipo de trenó, feito de metal e mais adaptável ao formato do corpo humano.
As competições acontecem em uma pista de gelo, geralmente construída artificialmente, em que os pilotos descem deitados de bruços sobre o trenó, que não possui freios. Por questões de segurança, os atletas devem utilizar capacete, traje com mangas e calças longas e sapatos com pregos, para evitar escorregões durante a corrida de largada (os cinquenta primeiros metros da pista).
Todas as pistas homologadas pela FIBT estão localizadas no hemisfério norte. Além dos Jogos Olímpicos, as principais competições são o Campeonato Mundial da FIBT, realizado anualmente (exceto em anos olímpicos) e a Copa do Mundo, realizada em várias etapas (atualmente oito) em cidades diferentes. A quantidade de descidas que cada piloto faz pode variar de duas a quatro, de acordo com a importância do evento. Em todas, entretanto, o piloto que obtiver o menor tempo total é o vencedor.

## História

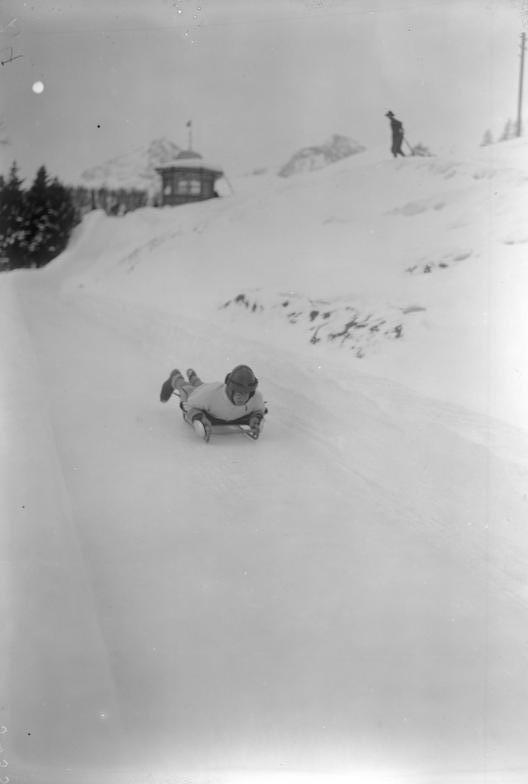
Primeira aparição do skeleton em Jogos Olímpicos, na edição de St. Moritz 1928.

O uso de trenós para deslocamentos no gelo já era uma prática comum no Canadá, na Noruega e nos Alpes desde o início do século XVIII, mas em todos esses lugares a finalidade era prática (diminuir tempo de deslocamento, transportar mercadorias etc.). A primeira pista para descidas de trenó foi construída em 1882 nos arredores da cidade de Davos, na Suíça, por influências de soldados ingleses. A pista, inicialmente apenas uma reta, foi ganhando curvas para aumentar o grau de dificuldade da descida. Em 1892, um inglês conhecido como Mr. Child apresentou um novo tipo de trenó, fabricado em metal. Logo o novo modelo se popularizou, e sua alegada semelhança a um esqueleto humano acabou por batizar a modalidade (skeleton significa "esqueleto" em inglês). Outros relatos, entretanto, apontam que a palavra se origina de uma anglicização equivocada da palavra norueguesa Kjaelke, que significa "trenó".
Em 1905, aconteceu a primeira competição oficial de skeleton fora da Suíça, em Estíria, na Áustria, e no ano seguinte começou a ser disputado o campeonato nacional austríaco. Em 1923 a Federação Internacional de Bobsleigh e de Tobogganing (FIBT) foi criada, e o Comitê Olímpico Internacional reconheceu três anos mais tarde os dois esportes como esportes olímpicos. Ambos, bobsleigh e skeleton, foram disputados pela primeira vez em Jogos Olímpicos de Inverno na edição de St. Moritz 1928. Os irmãos estadunidenses Jennison e John Heaton conquistaram o ouro e a prata, respectivamente. A segunda aparição do skeleton nos Jogos (e última até o final do século XX) foi também em St. Moritz, na edição de 1948.
A primeira pista com refrigeração artificial foi inaugurada em 1969 na cidade de Berchtesgaden, na Alemanha. No ano seguinte, as regras da modalidade, estabelecidas pela primeira vez em St. Moritz na década de 1920, foram atualizadas para garantir equidade e uniformidade. A partir de 1986 a Federação começou a instalar Escolas Internacionais de Skeleton para disseminar a prática da modalidade pelo mundo. No final da década de 1980, o skeleton foi reintroduzido no Campeonato Mundial da FIBT e em 1994 a Copa do Mundo teve a participação de um número recorde de vinte e cinco países.
Em 1999, a FIBT alcançou o objetivo de recolocar o skeleton no programa dos Jogos Olímpicos de Inverno a partir da edição de Salt Lake City 2002. A partir da temporada 2004–05, as competições de skeleton, bobsleigh masculino e bobsleigh feminino foram unificadas, gerando mais visibilidade e patrocínios para todas as modalidades.

## Regras

### Pista

Mapa da atual pista de St. Moritz (clique para ampliar).

Embora as primeiras pistas tenham sido construídas com base natural, a maioria das pistas atualmente utilizadas em competições é artificial, ainda que o traçado, sempre que possível, acompanhe o relevo do local em que foi construída. A pista deve ter entre 1200 e 1650 metros de extensão, dos quais pelo menos 1200 metros devem ser em declive. Os últimos 100 a 150 metros podem, dependendo da velocidade final, ser em aclive, com gradiente máximo de 12%. Após a linha de chegada não deve haver nenhuma curva.
As curvas são projetadas de modo a permitir mais de uma trajetória a ser escolhida pelo piloto, mas devem ser protegidas para evitar que o trenó vire sem que o piloto tenha cometido algum erro de direção. Ao longo da curva, a força centrífuga máxima permitida é de 5G. A largura máxima da pista nas retas é de 140 centímetros.

### Competição
As competições de skeleton são realizadas com duas, três ou quatro descidas. Nas competições de duas descidas (eventos continentais e Campeonato Mundial Júnior), apenas os vinte primeiros colocados na primeira descida participam da segunda. As provas com três descidas (Copa do Mundo) têm dois pontos de corte, com vinte atletas após a primeira e dez após a segunda. Nas provas de quatro descidas (Jogos Olímpicos de Inverno e Campeonato Mundial) o corte é feito após a terceira, e só os pilotos com os vinte melhores tempos totais (a soma das três descidas) participam da última. Nos eventos principais, a ordem de saída na primeira descida é escolhida pelos atletas, de acordo com o ranking da FIBT (o líder do ranking é o primeiro a escolher sua ordem de partida, o vice-líder escolhe depois e assim por diante). Na segunda, os vinte primeiros descem em ordem decrescente das posições (do 20º ao 1º) e os restantes descem em ordem crescente (21º ao último). Na terceira a ordem é inteira crescente (1º ao último) e na quarta, inteira decrescente (20º ao último).

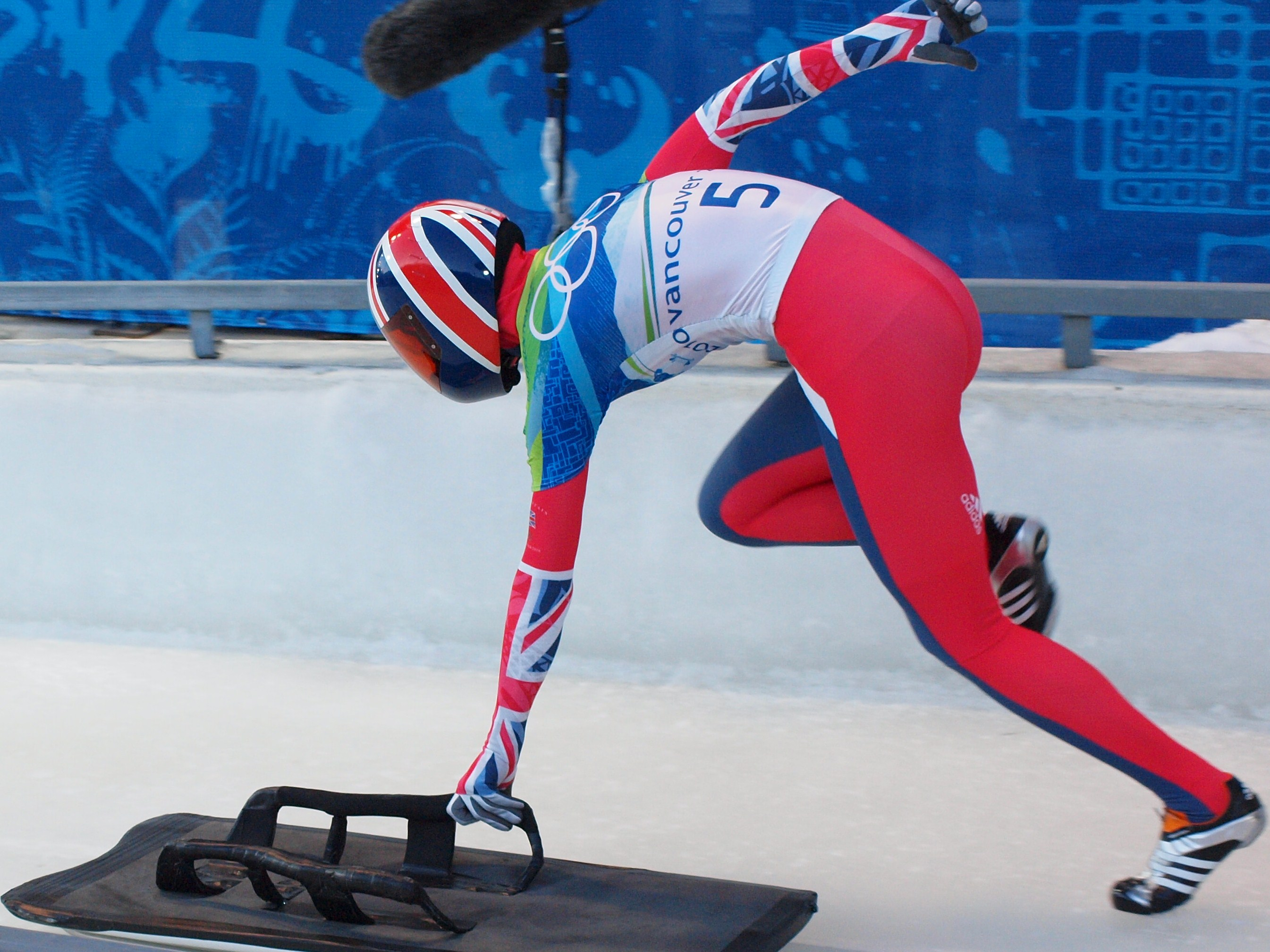
Amy Williams largando para uma das descidas da competição nos Jogos Olímpicos de Vancouver 2010.

Após a largada, o atleta deve obrigatoriamente manter contato físico com o trenó e permanecer deitado de bruços. Após autorizado pelo juiz de partida, o atleta tem trinta segundos para ativar o cronômetro, podendo correr enquanto empurra o trenó, mas devendo deitar sobre ele até o primeiro ponto de cronometragem. Um evento pode ser momentaneamente interrompido devido às condições climáticas, a danos na pista e a falhas dos equipamentos de cronometragem. Se um atleta tiver problemas na sua descida causado por forças externas, a direção da prova pode autorizar a repetição da descida. Ao longo da pista devem ser posicionados cinco pontos de cronometragem, ajustados para aferir o tempo até a casa dos milésimos de segundo, sendo o primeiro posicionado cinquenta metros após a linha de largada.
Imediatamente após a descida, atleta e trenó são pesados. O peso combinado do atleta e do trenó não deve ultrapassar 115 kg para homens e 92 kg para mulheres, e o trenó sozinho não deve pesar mais de 43 kg para homens e 35 kg para mulheres. Entretanto, os limites citados podem ser ultrapassados caso o trenó dos homens não pese mais de 33 kg e o das mulheres não pese mais de 29 kg.

## Equipamento
O trenó é geralmente fabricado em aço com envoltório de fibra de vidro, que auxilia a aerodinâmica da descida. Em cada trenó há duas alças, usadas pelo piloto para empurrar o trenó na largada, e duas lâminas, que ficam em contato direto com o gelo da pista. Essas lâminas devem ser fabricadas em aço, não podem ter nenhum mecanismo de propulsão e têm suas temperaturas aferidas imediatamente antes da descida, pois é proibido aquecê-las (o que aumentaria a velocidade da descida). Não há freios no trenó; a desaceleração é feita com os pés do piloto ou com materiais colocados após a linha de chegada, como neve fresca ou serragem.
O uso de capacete é obrigatório, mas este não pode ter nenhuma protuberância que melhore a aerodinâmica do piloto. O calçado do atleta pode conter pregos para evitar escorregões na largada, mas com restrições (eles devem ter diâmetro máximo de 1,5 mm, comprimento máximo de 5 mm e não podem ser colocados menos de 250 pregos em cada sapato). O traje do atleta deve conter mangas e calças longas, e podem ser integrados a um capuz, mas este deve cobrir a cabeça (não é permitido esconder, enrolar ou costurar o capuz). Os pilotos também utilizam luvas, joelheiras e cotoveleiras.

## Pistas pelo mundo
Existem atualmente dezesseis pistas de bobsleigh e skeleton reconhecidas pela FIBT, localizadas em onze países da Europa, da América do Norte e da Ásia. A Alemanha é o país com mais pistas reconhecidas, três, nas cidades de Altenberg, Königsee e Winterberg. A pista mais longa do mundo é a de Nagano, no Japão, com 1762,3 metros de comprimento. Já a mais curta é a de Sigulda, na Letônia, com 1200 metros, a distância mínima permitida. A pista de St. Moritz, a primeira a ser construída, é atualmente a única com refrigeração natural.

## Competições

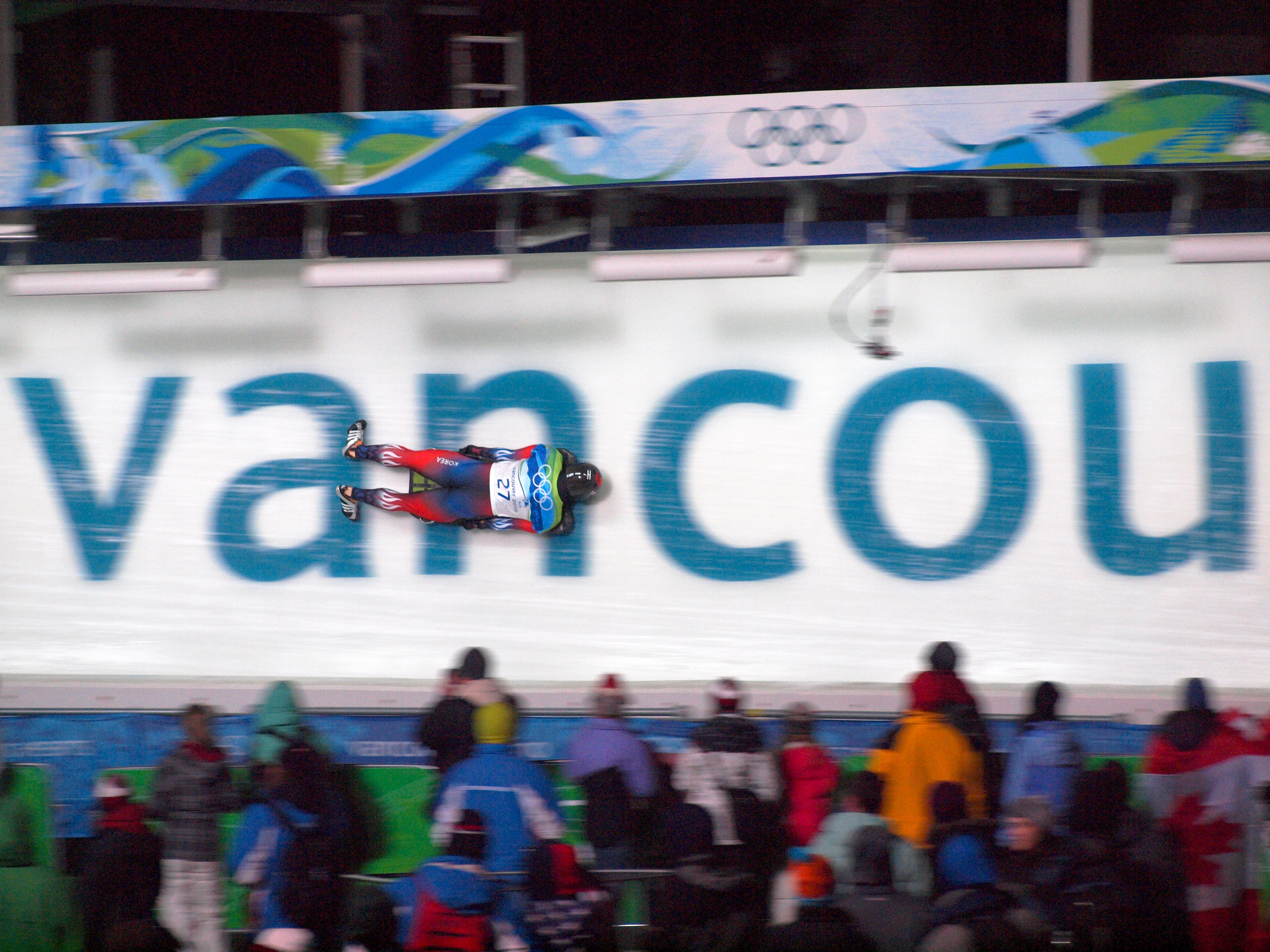
Competição de skeleton nos Jogos Olímpicos de Inverno de 2010.

- Jogos Olímpicos de Inverno: até o final do século XX o skeleton havia sido disputado apenas nas duas edições de Jogos Olímpicos sediadas em St. Moritz, na Suíça, sendo reintegrado ao programa olímpico a partir da edição de Salt Lake City 2002. A prova feminina, não disputada em St. Moritz, estreou nos Jogos em 2002.[8]

- Campeonato Mundial: entre 1982 e 2004 o skeleton tinha um campeonato mundial próprio, mas a partir da edição de 2004 passou a integrar o mesmo evento das provas de bobsleigh. Áustria, Suíça, Canadá e Alemanha são os países com melhor retrospecto.[9][10]

- Copa do Mundo: criada na temporada 1986-87, começou a ter provas para mulheres dez anos mais tarde. Atualmente, possui oito etapas disputadas em sete países. Todos os eventos são combinados com o bobsleigh.[11]

- Copa Norte-Americana: série de quatro eventos disputados nas pistas do Canadá e dos Estados Unidos. As cidades de Calgary, Whistler, Park City e Lake Placid, todas sedes de edições de Jogos Olímpicos, recebem as provas entre novembro e janeiro. Os eventos são abertos a pilotos de todos os países.[12][13]

- Copa Europeia: tem o mesmo formato da Copa Norte-Americana e é disputada nas principais pistas de Alemanha, Áustria, Itália e Suíça.[13][14]

## Atletas notáveis
Na história do esporte em Jogos Olímpicos, nenhum atleta conseguiu vencer mais de uma edição. Os únicos a conseguirem mais de uma medalha olímpica são o estadunidense John Heaton (duas pratas em 1928 e 1948) e o suíço Gregor Stähli (dois bronzes em 2002 e 2006). O letão Martins Dukurs, prata em Vancouver 2010, terminou a temporada 2012–13 na liderança do ranking da FIBT, seguido pelo russo Alexander Tretjyakov e por Tomass Dukurs, irmão de Martins. Entre as mulheres, a alemã Marion Thees foi a líder da temporada 2012–13, enquanto a britânica Elizabeth Yarnold é a atual campeã olímpica.

## Acidentes e lesões
Por ser um esporte de grandes velocidades em que os pilotos não têm como frear o equipamento, o skeleton é uma modalidade de alto risco, e já provocou acidentes, inclusive um fatal. Em 2001, durante um treinamento na pista de Riga, na Letônia, Girts Ostenieks, atleta reserva da equipe de bobsleigh do país, fazia uma descida de skeleton quando foi atingido pela lâmina do trenó da equipe russa, que estava parado em um local errado e escorregou para dentro da pista segundos antes de Ostenieks passar. A lâmina perfurou seu crânio e ele morreu instantaneamente.
Outro acidente grave, também envolvendo um trenó de bobsleigh, ocorreu em 2005 na pista de Calgary, Canadá. A estadunidense Noelle Pikus Pace teve sua perna esmagada pelo trenó da equipe americana, que era manobrado por pilotos inexperientes e invadiu a área de desaceleração, onde estavam quatro atletas (os outros três sofreram lesões menos graves). Pikus Pace voltou a competir na temporada seguinte e conseguiu o título do Campeonato Mundial da FIBT em 2007.
Apesar de não ser diretamente relacionado a acidentes, um tipo bastante comum de lesão no skeleton é a concussão cerebral. Embora não haja comprovação científica, acredita-se que esse tipo de lesão é provocado pela intensa força G a que os pilotos são expostos pela grande velocidade e pelas diversas mudanças de direção das curvas.